# سودو، اتیوپی
سودو (به لاتین: Sodo) یک شهرک در اتیوپی است که در منطقه اقوام، قومیت‌ها و قلمرو مردم جنوبی واقع شده‌است. سودو ۲۰۰٬۴۵۰ نفر جمعیت دارد و ۱٬۶۰۰ متر بالاتر از سطح دریا واقع شده‌است.